# Erythrocebus patas
Erythrocebus patas — один із трьох видів приматів роду Erythrocebus з родини Мавпові (Cercopithecidae). Родова назва походить від грец. ἐρυθρός — «червоний, рудий» і грец. κῆβος — «довгохвоста мавпа».

## Опис
Довжина голови й тіла самців: 60-90 см, самиць: 50-60 см, довжина хвоста: 50-75 см, вага самців: 7-13 кг, самиць: 4-7 кг. Самці майже в два рази більші і яскравіше пофарбовані. Хутро кошлате, червонувате на спині, черево біле, як і кінцівки, підборіддя і бакенбарди. Вони мають вузький корпус, довгі ноги. Зубна формула є 2/2, 1/1, 2/2, 3/3 = 32.

## Поширення
Країни: Бенін, Буркіна-Фасо, Камерун, Центральноафриканська Республіка, Чад, Демократична Республіка Конго, Кот-д'Івуар, Ефіопія, Гамбія, Гана, Гвінея, Гвінея-Бісау, Кенія, Малі, Мавританія, Нігер, Нігерія, Сенегал, Сьєрра-Леоне, Судан, Танзанія, Того, Уганда. Записаний до 2000 м над рівнем моря. Цей вид зустрічається в різних типах рослинності, починаючи від лук і пасовищ, до лісистих саван і сухого рідколісся.

## Стиль життя
Значною мірою наземний вид, хоча може лазити по деревах. Цей вид харчується в основному травами, каміддю, ягодами, фруктами, бобами і насінням, переважно таких загальнопоширених саванових дерев і чагарників, як Acacia, Balanites, Euclea та Carissa. Це відносно адаптивний вид, який також харчується інвазивними чужорідними видами, такими як опунція і Lantana, а також с.г. культури. Членистоногі та дрібні хребетні також споживаються. Відвідування води часті в сухий сезон. Часто використовують штучні джерела води і паркани. Це денний вид, котрий найбільше активний вранці й ввечері, відпочиваючи в спекотний полудень. Живе в групах по, в середньому, 15 осіб. Це найшвидший примат на Землі, досягає швидкості до 55 кілометрів на годину. Хижаки включають левів, леопардів, шакалів, диких собак, пітонів, крокодилів і орлів.
Один малюк народжується щороку, після вагітності періодом близько 167 днів. Статева зрілість настає у самиць 2,5 роки, у самців у 3—4 роки. Цей вид, як відомо, живе до 23 років у неволі.

## Загрози та охорона
На цей вид іноді полюють для їжі, його також переслідують як з сільськогосподарського шкідника в ряді країн. Виду загрожує у частинах ареалу втрата середовища проживання через збільшення опустелювання в результаті практики землекористування (наприклад, надмірний випас худоби, перетворення саван для розведення сільськогосподарських культур і т.д.).
Цей вид включений до списку СІТЕС Додаток II, і класу B Африканської конвенції. Вид записаний в багатьох охоронних територій по всьому ареалу. 